# Eucereon amazonum
Eucereon amazonum är en fjärilsart som beskrevs av Rothschild 1912. Eucereon amazonum ingår i släktet Eucereon och familjen björnspinnare. Inga underarter finns listade i Catalogue of Life.